# 武光 (1926年)
武光（1926年3月18日—2006年），真名武梅（Vũ Mai），越南政治家，曾任越南共產黨中央委員、越南國會代表等職。

## 生平
武光出生於1926年3月18日。
1944年，武光入黨。
2006年，武光逝世。

## 榮譽
- 一等獨立勳章[4]
- 一等勞動勳章[4]
- 一等抗美救國抗戰勳章[4]
- 全民大團結徽章[4]
- 爲青年一代徽章[4]
- 五十年黨齡紀念章[4]